# Saint Paul Charlestown
Saint Paul Charlestown is een van de veertien parishes van Saint Kitts en Nevis. Het ligt op het eiland Nevis en de hoofdstad is Charlestown.

## Gallows Bay
Op 19 december 1606 vertrok John Smith met een groep kolonisten en drie schepen vanuit Engeland naar de Verenigde Staten om een kolonie te stichten. In maart of april 1607 gingen de schepen bij het huidige Charlestown voor anker. Twee schepelingen hadden onderweg geprobeerd te muiten, en werden aan het strand opgehangen. De baai wordt sindsdien Gallows Bay (galgenbaai) genoemd. Smith maakte melding van de warmwaterbronnen bij Bath. Na zes dagen op Nevis vertrokken de kolonisten en stichtten Jamestown als eerste nederzetting in Amerika.
Gallows Bay is een breed strand bij de hoofdstad Charlestown. Het strand wordt niet veel bezocht door toeristen en wordt voornamelijk door vissers gebruikt. De veerbootterminal bevindt zich aan de baai, en biedt reguliere veerboten voor passagiers naar Basseterre op het eiland Saint Kitts. De veerboot voor auto's vertrekt van Sea Bridge.

## Galerij

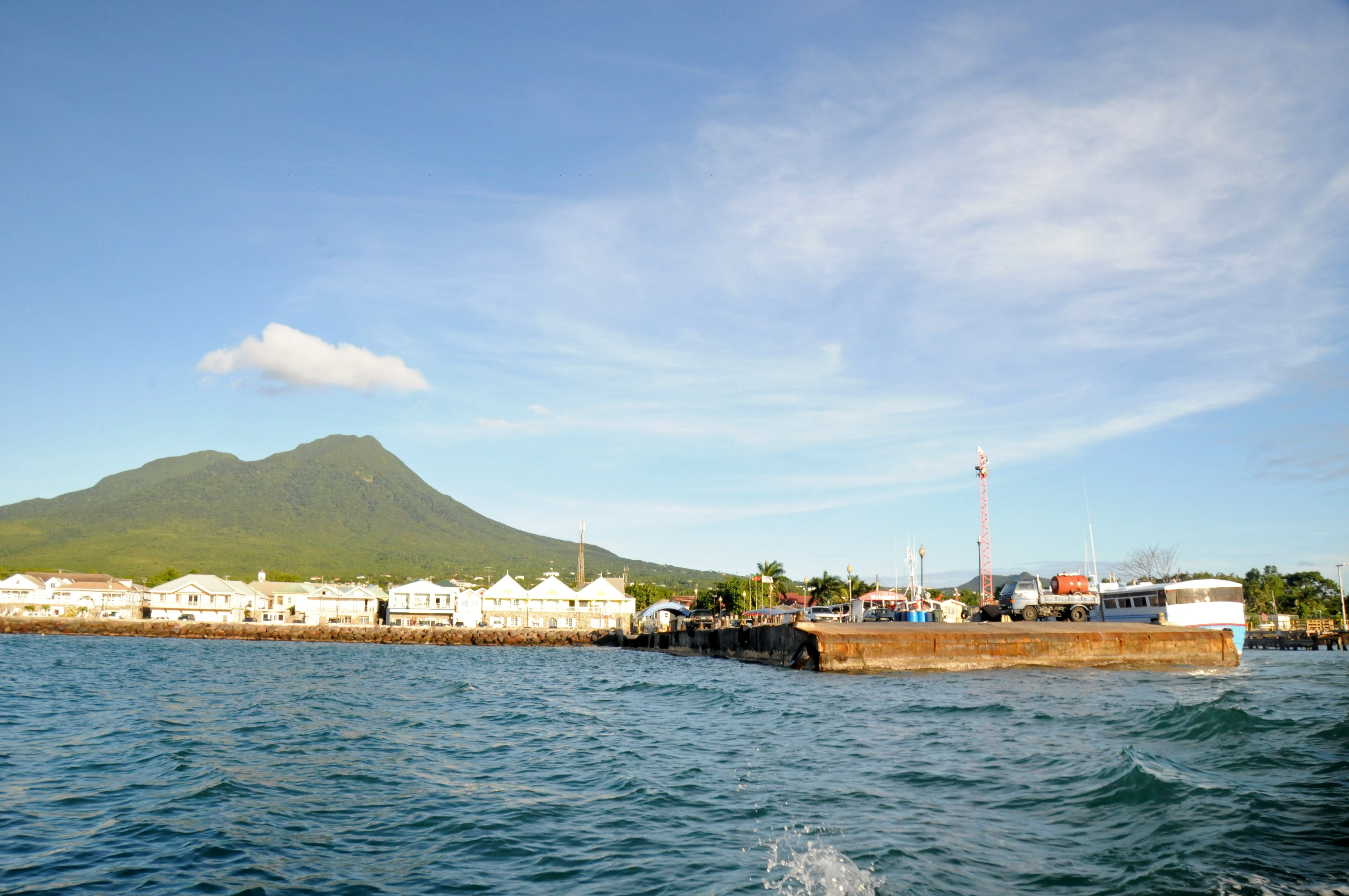
Aankomst bij de veerbootterminal met Charlestown op de achtergrond
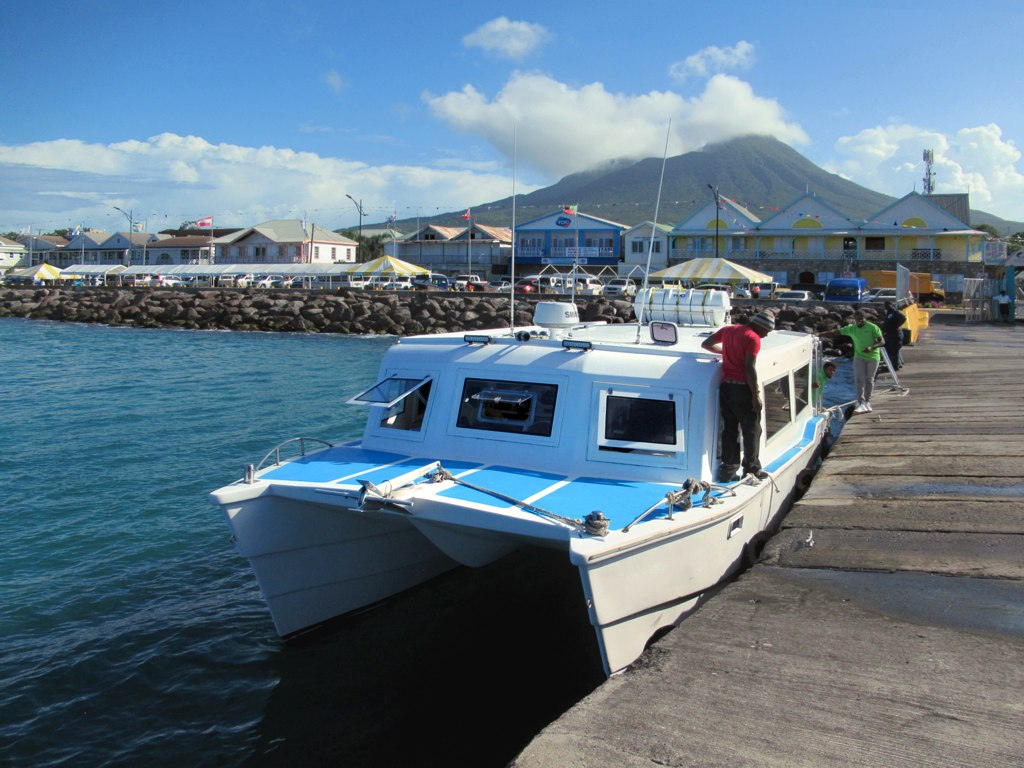
Veerboot

Saint Kitts: Christ Church Nichola Town · Saint Anne Sandy Point · Saint George Basseterre · Saint John Capisterre · Saint Mary Cayon · Saint Paul Capisterre · Saint Peter Basseterre · Saint Thomas Middle Island · Trinity Palmetto Point

Nevis: Saint George Gingerland · Saint James Windward · Saint John Figtree · Saint Paul Charlestown · Saint Thomas Lowland